# Таланов, Александр Александрович
Александр Александрович Таланов (1896 — 1978) — советский актёр театра и кино, режиссёр и сценарист.

## Биография
Родился в 1896 году. В 1917 году был призван в Красную Армию в связи с началом Гражданской войны в РСФСР и там он начинал свой творческий путь в качестве театрального актёра и режиссёра, сыграв спектакли в составе различных фронтовых коллективов и после демобилизации остался в актёрской профессии, начав работу в области кинематографа и вступив в ряды ВУФКУ, где был членом правления.
Дальнейшая судьба неизвестна.
Умер в 1978 году. Урна с прахом в колумбарии Николо-Архангельского кладбища.

## Фильмография

### Актёр
- 1923 — Потоки — Пилин.

### Режиссёр
- 1926 — Винтик из другой машины + сценарист

### Сценарист
- 1925 —
  - Кирильчо
  - Лицом к селу
- 1930 — Сказ про коня худого и коня стального